# 山田惠資
山田 惠資（やまだ けいすけ、1958年6月2日 - ）は兵庫県宝塚市出身の通信社記者。

## 人物
上智大学文学部卒。1982年、株式会社時事通信社入社。福岡、大阪支社を経て、1991年東京本社政治部に配属される。以後、自由民主党や、公明党、非自民連立時代の小沢一郎らの番記者や、外務省、野党キャップなどを歴任する。
1997年ワシントン支局に勤務し、主にホワイトハウスでアメリカ大統領や日米関係などの取材を行ったのち、2001年帰国し本社政治部記者に復帰、首相官邸キャップに就任し、当時の内閣総理大臣・小泉純一郎による日本の国家元首初の朝鮮民主主義人民共和国（北朝鮮・北韓・北鮮）訪問に同行取材する。
その後2002年政治部デスク、編集委員を兼任。2007年本社整理部長兼解説委員、2008年政治部長、2011年編集局総務兼解説委員、2014年編集部長兼仙台支社長を経て、2016年より解説委員長を歴任する。

## 主な出演番組
- TBSラジオ 「森本毅郎・スタンバイ!」月曜日・ニュースズームアップ・話題のアンテナ 日本全国8時です - レギュラーコメンテーター
- MBSラジオ 「ニュースなラヂオ」（2021年度まで）→「厳選!月イチジャーナル」（2022年度から） - 準レギュラーコメンテーター
- MBSラジオ 「西靖・谷口キヨコのもっと聴きたい!」 - レギュラーコメンテーター（2022年度から）
- フジテレビ 「バイキングMORE」（2022年3月まで）・準レギュラーコメンテーター
- BS11 「報道ライブ インサイドOUT」・不定期出演
- BSフジ 「プライムニュース」・不定期出演（2017年から）
- TBC東北放送ラジオ 「Goodモーニング」・レギュラーコメンテーター（2018年4月から2020年3月まで）